# Брокман-Ерош, Мария Шарлотта
Мари́я Шарло́тта Бро́кман-Е́рош (нем. Maríe Charlotte Brockmann-Jerosch, 1877—1952) — швейцарский ботаник, флорист, эколог.
Исследуя историю флоры Швейцарских Альп, одной из первых предложила выделять в составе флоры географические элементы. Так, флора цветковых растений Швейцарских Альп подразделена ею на альпийские, альпийско-среднеевропейские, альпийско-бореальные, аркто-альпийские и арктические географические элементы.
С 1905 года замужем за ботаником Генрихом Брокман-Ерошем (1879—1939; de), в соавторстве с которым написала ряд работ.
Была участником II и III Международных фитогеографических экскурсий (1913, Северная Америка; 1915—1923, Европа).

## Основные труды
- нем. Brockmann-Jerosch M. C. Geschichte und Herkunft der schweizerischen Alpenflora. Eine Übersicht über den gegenwдrtigen Stand der Frage. – Leipzig: W. Engelmann, 1903